# Oleksi Porochenko
Oleksi Petrovych Poroshenko (ukrainien : Олексій Петрович Порошенко), né le 6 mars 1985 à Kiev, est un homme politique ukrainien, député à la Rada de 2014 à 2019, fils du président ukrainien Petro Poroshenko.